# Chase Elliott
William Clyde Elliott III (ur. 28 listopada 1995 w Dawsonville) – amerykański kierowca wyścigowy, obecnie rywalizujący w serii Monster Energy NASCAR Cup Series w samochodzie nr 9 zespołu Hendrick Motorsports. Syn mistrza NASCAR z 1988 roku, Billa Elliotta. Mistrz NASCAR Cup Series z 2020 roku.

## Kariera

### Początki kariery
Chase Elliott rozpoczął swą karierę wyścigową w 2010 roku w serii X-1R Pro Cup. W ciągu dwóch lat wziął udział w jedenastu wyścigach, z których wygrał w jednym, a w siedmiu znajdował się w najlepszej piątce. W 2011 roku podpisał kontrakt z Hendrick Motorsports, które zagwarantowało młodemu kierowcy pomoc w rozwoju kariery. W tym samym roku zadebiutował w wyścigach NASCAR, biorąc udział w pełnym sezonie NASCAR K&N Pro Series East i kończąc go na dziewiątym miejscu w klasyfikacji. Między 2012 i 2014 rokiem uczestniczył w 12 wyścigach serii ARCA Racing Series, zaś w 2013 roku ścigał się w dziewięciu rundach NASCAR Camping World Truck Series, wygrywając wyścig na torze Canadian Tire Motorsport Park.

### NASCAR Xfinity Series

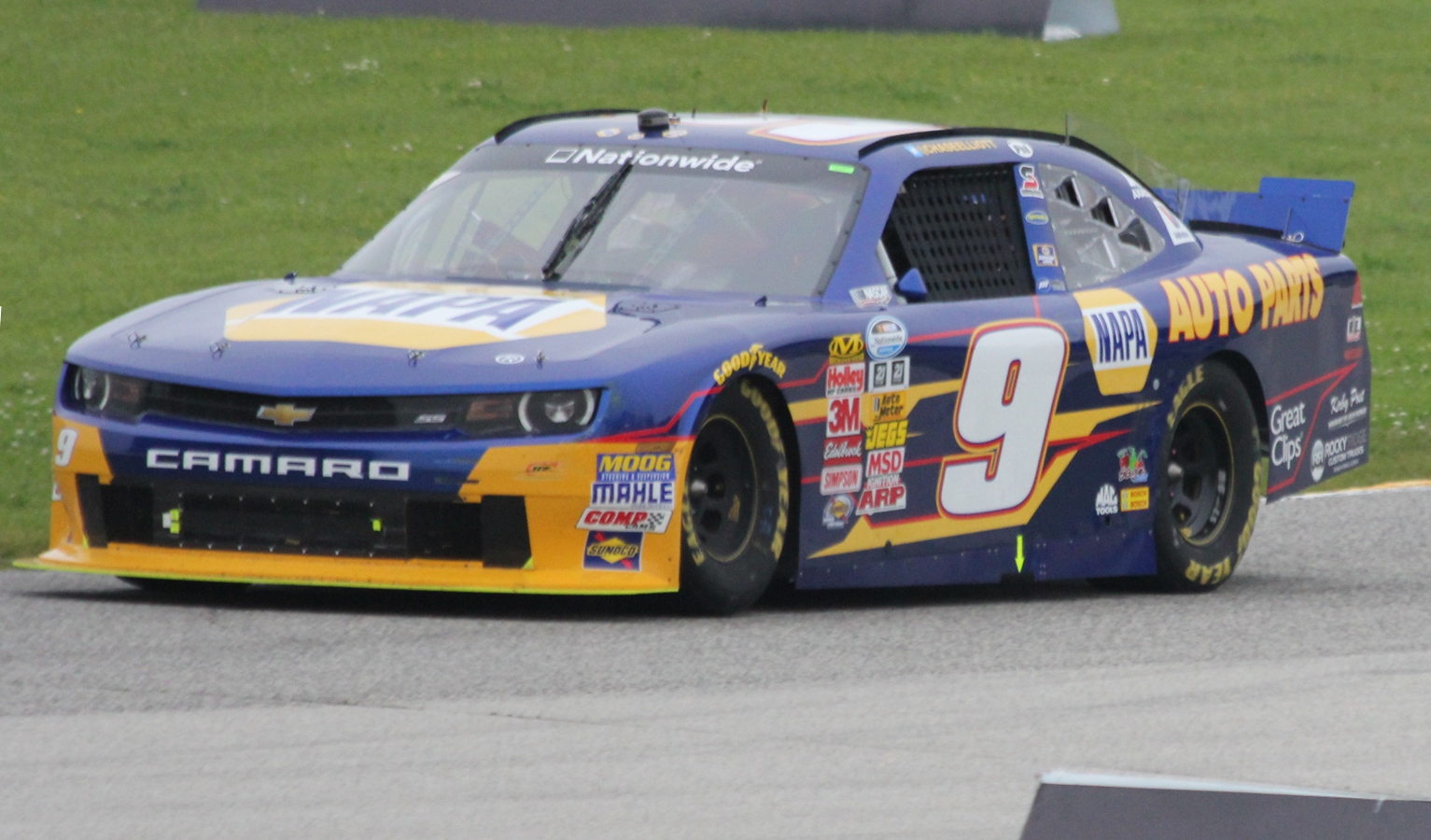
Samochód, w którym w 2014 roku Elliott zdobył mistrzostwo NASCAR Xfinity Series

W 2014 roku Elliott zadebiutował w drugiej najwyższej rangą serii NASCAR, biorąc udział w pełnym sezonie i kierując samochodem z nr 9 dla zespołu JR Motorsports (prowadzonym przez kierowcę Hendrick Motorsports, Dale'a Earnhardta Jr.). W swoim pierwszym sezonie zdobył trzy zwycięstwa oraz mistrzostwo serii. Był on pierwszym w historii debiutantem, który wywalczył tytuł mistrzowski w jednej z trzech najważniejszych serii NASCAR, oraz najmłodszym zdobywcą tytułu Xfinity Series (miał on wtedy zaledwie 18 lat). Za swój wyczyn zdobył także nagrodę Debiutanta Roku.
W kolejnym sezonie Elliott wygrał tylko jeden wyścig, choć w klasyfikacji końcowej zajął drugie miejsce. Na początku roku Hendrick Motorsports ogłosiło, iż Elliott zastąpi kończącego karierę Jeffa Gordona w samochodzie nr 24 w serii Monster Energy NASCAR Cup Series.

### NASCAR Cup Series
Sezon 2016 w najwyższych rozgrywkach NASCAR Elliott rozpoczął od zdobycia pole position w prestiżowym Daytona 500. Sam wyścig zakończył na 37. miejscu po wypadku na początku wyścigu. W ciągu roku pięciokrotnie stawał na podium, choć ani razu na najwyższym jego stopniu. Zakwalifikował się także do play-offów, a w końcowej klasyfikacji zajął 10. miejsce. Dzięki temu zdobył nagrodę Debiutanta roku.
2017 rok Elliott rozpoczął od ponownego zdobycia pole position na Daytona 500, a także od zwycięstwa w jednym z kwalifikujących wyścigów Can-Am Duels. Choć był blisko zwycięstwa w samym wyścigu, kilka okrążeń przed metą zabrakło mu paliwa, przez co skończył na 14. pozycji. W dalszej części sezonu wielokrotnie ocierał się o zwycięstwo, czterokrotnie kończąc na drugim miejscu. Ponownie udało mu się zakwalifikować do fazy play-off.
W 2018 roku Elliott zmienił numer samochodu z 24 na 9. Numeru tego używał jego ojciec, Bill, a także sam Chase w serii Xfinity.
W 2020 roku zwyciężył w finałowym wyścigu sezonu na torze Phoenix w Arizonie, tym samym zostając mistrzem Cup Series. Dokonał tego startując z ostatniego miejsca (zawodnik nie przeszedł przedwyścigowej inspekcji, więc według reguł przesunięto go na koniec stawki)

### IMSA WeatherTech Sportscar Championship
W 2021 roku Elliott wziął udział w kultowym wyścigu Rolex 24 at Daytona jako kierowca Cadillaca DPi-V.R ekipy Action Express Racing, razem z Mikiem Conwayem, Felipe Nasrem i Pipo Deranim. Ekipa zajęła szóste miejsce w klasie DPi i ósme ogółem.